# Kantegir
Der Kantegir (russisch Кантеги́р) ist ein linker Nebenfluss des Jenissei in den Republiken Tuwa und Chakassien sowie in der Region Krasnojarsk im Süden Sibiriens.
Der Kantegir entspringt im Kantegirgebirge (Кантегирский хребет) im Westsajan im Westen der Republik Tuwa. Er fließt in überwiegend nordöstlicher Richtung zum Oberlauf des Jenissei. Mit dem Aufstau des Jenissei zum Sajano-Schuschensker Stausee wird der Unterlauf des Kantegir rückgestaut und bildet einen Seitenarm des Stausees. Die Länge des Kantegir beträgt 209 km. Das Einzugsgebiet umfasst 5400 km². Der Fluss wird zum Rafting genutzt.